# Штора-1
«Штора-1» — радянський та російський комплекс електронно-оптичного активного захисту від високоточної зброї. Розроблений для порушення роботи систем лазерного наведення і лазерних далекомірів протитанкових керованих ракет, а також протитанкових систем з оптичними системами, що визначають положення ракети за інфрачервоним випромінюванням її двигуна. Прийнятий на озброєння 1989 року.
Встановлюється на російських 2С31, Т-80УК, Т-90, українських Т-84, сербських М-84AS.

## Принцип дії та конструкція
Система встановлюється на башту танка. Вона активується тоді, коли датчик виявляє опромінення танка лазером. Після цього башта танка розвертається в бік потенційної загрози й система або включає постановку димової завіси, або застосовує інфрачервоні прожектори (якщо вони є) для створення перешкод. Цей процес може запускатись вручну командиром або автоматично. Прожектори створюють перешкоди, чим «перехоплюють» керування ракет,[уточнити] надсилаючи хибні сигнали і спрямовуючи ракету повз танк.
«Штора-1» складається з 4 ключових компонентів:
- 4 набори датчиків виявлення лазерного випромінювання ТШУ-1-11 («точні») та ТШУ-1 («грубі»);
- пускові установки димових гранат «Туча»;
- 2 інфрачервоних прожектори ОТШУ-1-7[a];
- електронна система контролю.

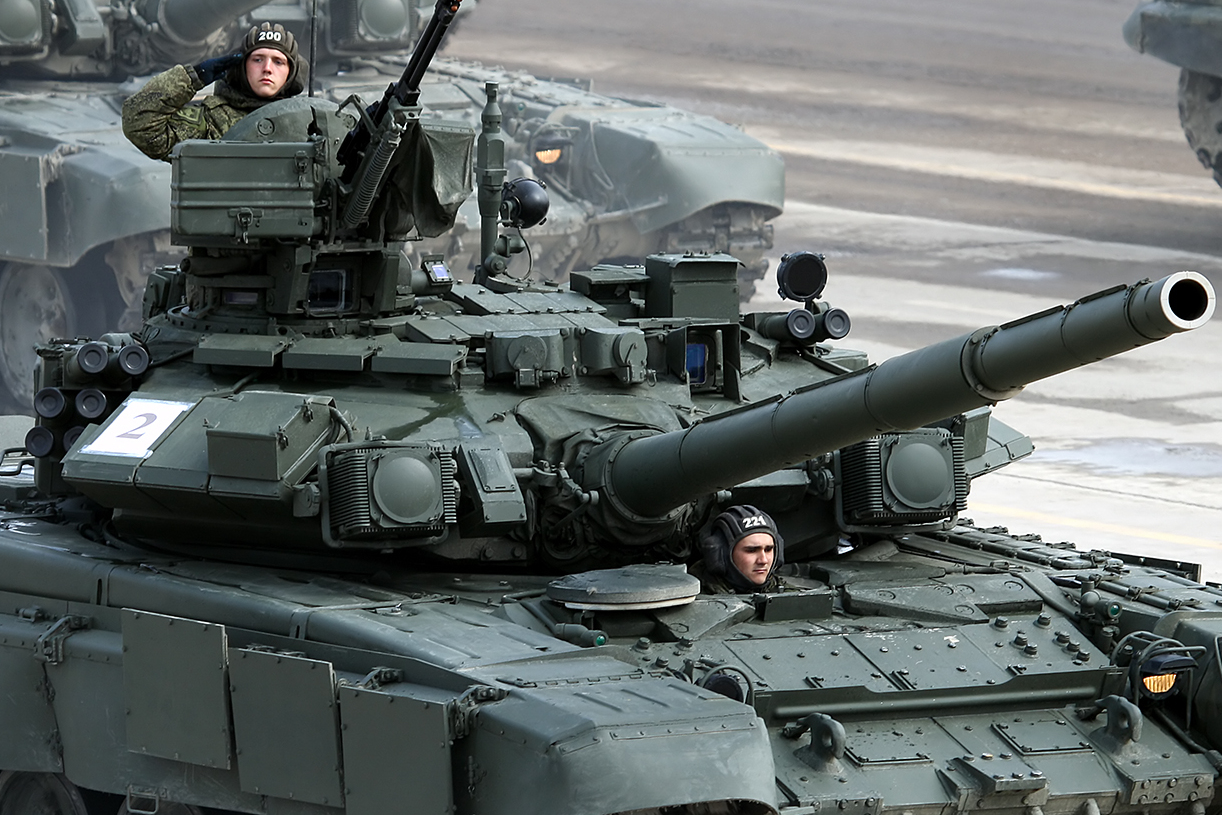
Т-90А. По обидва боки від гармати видно ІЧ-прожектори, а над гарматою — два «точних» датчика лазерного опромінення ТШУ-1-11.

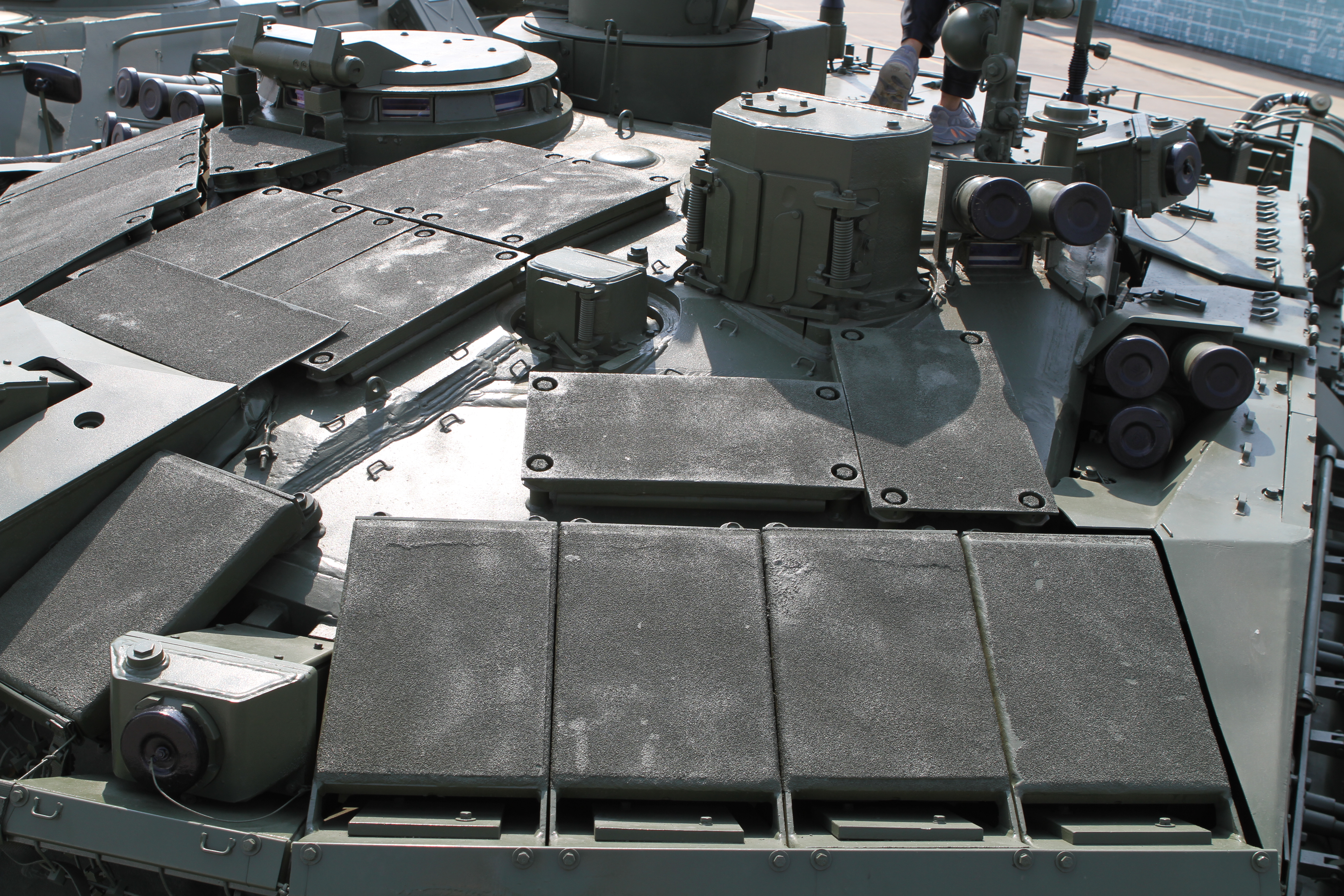
Датчики опромінення на Т-90М: «точний» ТШУ-1-11 (лівий нижній кут) та «грубий» ТШУ-1 (правий верхній кут)

Датчики лазерного опромінення є двох типів: «грубі» ТШУ-1 та «точні» ТШУ-1-11 з оглядами 135° та 45° відповідно. У секторі 90° за напрямком башти система здатна виявити загрозу з точністю до кута 3,75°, та 5° з інших напрямків. Загалом вони мають 360° огляд у горизонтальній та від -5° до 25° у вертикальній площинах. 
Система випуску диму складається з 12 штук 81-мм мортирок, спрямованих уперед. Димові снаряди потребують 1,5—3 секунди для розкриття хмари диму, що тримається до 20 секунд. Розмір димової завіси — близько 20 метрів у ширину та 15 у висоту, відстань від танка складає 50—80 метрів. Завіса є непрозорою для електромагнітних хвиль довжиною 0,4—14 мкм (від близького ультрафіолету до близького інфрачервоного).
Пара інфрачервоних прожекторів ОТШУ-1-7 здатні імітувати факел позаду ракети (випромінювання від роботи двигуна). Таким чином комплекс протидіє протитанковим системам з оптичними системами, що визначають положення ракети за інфрачервоним випромінюванням її двигуна.

## Бойове застосування
«Штора-1» може достатньо ефективно боротись із ПТКР, що працюють за принципом SACLOS, як TOW, HOT, MILAN, «Фагот», «Конкурс», «Малютка» тощо, а також з деякими іншими боєприпасами з лазерним наведенням, як Copperhead, деякі варіанти AGM-114 Hellfire та AGM-65 Maverick. За даними Modern War Institute, датчики опромінення лазером «Штори» не спрацюють, якщо оператор ПТРК з лазерним наведенням (такий як TOW) направлятиме лазерний далекомір дещо в сторону, на відстань трьох корпусів танка вбік.
Система не може протидіяти Javelin, оскільки ані прицільний комплекс, ані ракета з ІЧ ГСН, не опромінюють танк лазером.